# Starr Piano Company

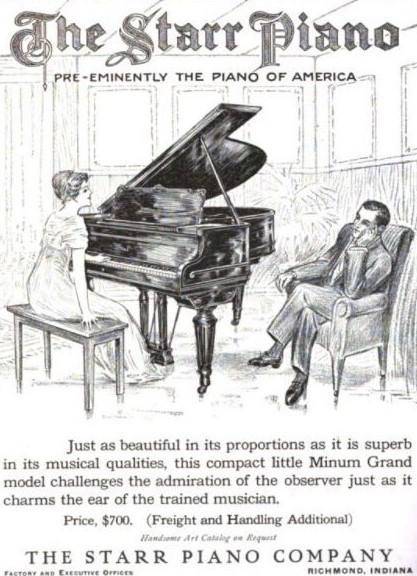
Starr Piano Company, Werbung von 1911

Die Starr Piano Company war ein US-amerikanisches Unternehmen aus Richmond, Indiana, das sich in den ersten Jahrzehnten seines Bestehens auf das Produzieren von Klavieren konzentrierte und ab 1915 in das Schallplattengeschäft einstieg. Vor allem mit dem Plattenlabel Gennett Records konnte sich die Starr Piano Company auf dem Markt behaupten.

## Geschichte
Starr wurde 1872 von James Starr, George Trayser und Richard Jackson als Trayser Piano Company gegründet und bereits sechs Jahre später, im Jahre 1878, in Chase Piano Company umbenannt. Zu diesem Zeitpunkt stieg James Starrs Bruder Benjamin Starr in das Unternehmen ein und zusammen kauften sie in Richmond, Indiana, 23 Acre Land im Whitewater Valley, auf dem sie einen großen Fabrikkomplex bauen ließen, der durch Wasserkraft aus dem nahegelegenen Whitewater River betrieben wurde. 1893 erhielt das Unternehmen seinen endgültigen Namen, Starr Piano Company, und wurde in diesen Jahren zu Richmonds größtem Arbeitgeber. Die Klaviere wurden unter den Markennamen Cumberland, Duchess, Gennett, Krell, Minum, Tayser, Royal, Pullman, Remington, Richmond, Coronado, Schmoller & Mueller und Starr vertrieben.
Die Starr Piano Company stieg zu einem national bekannten Unternehmen auf und 1893 wurde Benjamin Starr Präsident, während der Unternehmer Henry Gennett in leitender Stellung Starr zu weiterem Erfolg verhalf. 1906 beschäftigte man 600 Menschen. 1916 wurde auf dem Gelände eine weitere Fabrik zur Herstellung von Schallplatten und Phonographen eingerichtet und bereits ein Jahr später gründete man das Plattenlabel Gennett Records, um eigene Aufnahmen auf den Markt zu bringen. Schon 1915 hatte das Unternehmen mit Starr Records einen Versuch im Plattengeschäft gewagt, jedoch lagen die Verkaufszahlen unter den Erwartungen.
1922 gewann Starr einen Rechtsstreit gegen die Victor Talking Machine Company, die zusammen mit der American Graphophone Company eine Monopolstellung innehatte, sodass Victor das Patent bezüglich der vertikalen Aufnahmetechnik entzogen wurde. Mit vielen kleineren Tonträgerunternehmen, die sich Starr im Prozess angeschlossen hatten, fand nun ein reger Austausch an Masteraufnahmen statt. Mitte der 1920er-Jahre war Starr mit dem Gennett-Label zu einer starken Wirtschaftsmacht herangewachsen. Zu dieser Zeit wurden jährlich rund drei Millionen Schallplatten, 15.000 Klaviere und 35.000 Phonographen hergestellt. 1928 betrug die Anzahl der Masteraufnahmen 1.250 Stück.
Die Weltwirtschaftskrise und die nachfolgende Depression setzten Starr, wie auch vielen anderen Unternehmen, schwer zu. Die Plattenlabels des Unternehmens wurden weitestgehend eingestellt, trotzdem wurden in kleinerer Stückzahl weiterhin Klaviere hergestellt und Schallplatten für andere Konzerne gepresst. 1935 verkaufte man Gennett Records und dessen Sublabel Champion Records an Decca Records. Das letzte Klavier verließ die Fabrikhallen in den frühen 1950er-Jahren. Rund zehn Jahre später war Starr bereits geschlossen und die ehemaligen Fabrikhallen am Whitewater River zerfielen.
Um Starrs Leistungen in der Musikindustrie zu ehren, wurde in Richmond die Starr-Gennett Foundation gegründet, die jedes Jahr ein Musikfestival in Richmond veranstaltet und wichtige Künstler auf dem Gennett Walk of Fame in Richmond ehrt.

## Labels
| Label          | Jahre     | Genre                                     | Künstler |
| -------------- | --------- | ----------------------------------------- | --- |
| Champion       | 1925–1934 | Old-Time Music                            | Vernon Dalhart, Frank Luther & Carson Robison, Gene Autry, Cliff Carlisle, Ernest Stoneman, Byrd Moore               |
| Gennett        | 1919–1935 | Jazz, Novelty, Pop, Old-Time Music, Blues | Jelly Roll Morton, Louis Armstrong, Bix Beiderbecke, Vernon Dalhart, Ernest Stoneman, Carson Robison, Cliff Carlisle |
| Starr (Kanada) | 1919–1925 | Jazz, Novelty, Pop,                       | Al Bernard, Frank Ferera, Billy Murray, Arthur Fields                                                                |
| Superior       | 1930–1932 | Old-Time Music                            | Byrd Moore, Cliff Carlisle, Bradley Kincaid                                                                          |
| Van Speaking   |           |                                           | |